# Ник Стоукс
Николас «Ник» Стокс — это вымышленный персонаж криминальной драмы канала CBS CSI: Место преступления, роль которого играл Джордж Идс. Он впервые появился в пилотной серии 6 октября 2000 года, и покинул сериал 15 февраля 2015 года, в серии «The End Game». Идс появился в 335 сериях сериала.

## Происхождение и жизнь
Николас Стоукс родился в Далласе, Техас, в семье судьи Билла Стокса и адвоката Джиллиан Стоукс, а самый младший из семи детей, по крайней мере с одним братом. В детстве он показал спортивный и академический потенциал, а также играл в футбол. В целом, у него было счастливое детство и близкие отношения с родителями. Отец называет его «Панчо», а Ник, в свою очередь, называет отца «Сиски», как персонажи из сериала The Cisco Kid. В заключении одного эпизода, Гил Гриссом использует это прозвище, чтобы успокоить Ника, спасая его из гроба, который был оснащен взрывчатыми веществами.
Однако ранняя жизнь Ника не была без боли, он был подвергнут приставаниям няни в возрасте девяти лет. Как следствие, он зачастую сталкивается с трудностями при расследовании преступлений, совершенных против детей.
Ник окончил Техасский университет A&M, где он вступил в братство. После окончания колледжа он поступил в полицейский отдел Далласа и устроился на работу в лабораторию криминалистики, где он специализировался на анализе волос и волокон. Из-за ощущения, что он не сможет соответствовать значительным достижениям своих родителей, Ник решил покинуть Техас и обосноваться в Лас-Вегасе. Там он обнаружил, что он может быть самим собой, и присоединился успешной команде криминалистов под руководством Гриссома в 1997 году.

## Карьера
Ник обладает естественным сочувствием к людям, пострадавшим от преступлений, которые он расследует, в отличие от многих его коллег, которые предпочитают сохранять эмоциональную дистанцию. Иногда сочувствие Ника вызывает трения с его коллегой Уорриком Брауном и руководителем Гриссомом, но Ник защищает свой подход, и это часто оказывается полезным для дела. Ник хорошо владеет испанским; он часто рассматривает дела с участием латиноамериканцев и латиноамериканского сообщества.
В шестой сезон, Ник отращивает усы, а потом сбривает их. Он имел множество причесок, таких как моп-топ и бритая голова.
В пятом сезоне в эпизоде «Grave Danger» Ника похищают и хоронят заживо в стеклянном гробу, начиненном взрывчаткой. Ранее его преследует Найджел Кран, кабельный техник, который выбросил его из окна второго этажа.
Ник характеризуется как дамский угодник, но единственный экранный роман в течение сериала — это короткий роман с проституткой по имени Кристи Хопкинс и свидание с племянницей доктора Роббинса. Его невезение в отношениях может быть объяснено бегущим кляпом, что, когда Ник с женщиной, несчастье постигает кого-то другого. Например, он провел одну ночь с Кристи, и она была убита позже той же ночью, в результате чего он был подозреваемым. Кроме того, когда Ник и Кэтрин вместе идут в клуб и Ник знакомится с девушкой, Кэтрин накачивают наркотиками и похищают. Опять же, во время завтрака с командой в закусочной, Ник смотрит на красивую официантку и остается в кафе, чтобы получить её номер, в то время как Уоррик уходит. Вскоре после этого, Уоррик был убит. В сезоне 13 эпизода «Play Dead» Ник обращается к девушке мимоходом, когда разговаривает со своей собакой Сэмом.
Кэтрин отвергает предложение переехать в офис Гриссома и предлагает его Нику. Он принимает это предложения после некоторых размышлений, затем, в свою очередь, решает поделиться служебным пространством с Грегом Сандерсом и Райли Адамсом. Ходжес поставил на полку в кабинете печально известный плод свиньи в банке, сказав, «это там, где оно должно быть».
Ник назначен помощником начальника после того, как Сара Сайдл советует Кэтрин, что ей нужен номер два. Ник ухаживает за тарантулами и берет старого тарантула Гриссома под свою опеку. Однако продвижение Ника скомпрометировано после того, как команда пытается захватить серийного убийцу Нейта Хаскелла в Лос-Анджелесе. Ник и доктор Раймонд «Рэй» Лэнгстон были задержаны полицией Лос-Анджелеса за то, что они вышли за пределы своей юрисдикции, когда Ник использовал свое оружие, пытаясь поймать Хаскелла. Хаскелл убивает Тину, но Рэй причастен к её смерти. Ник возвращается из поездки, связанной с работой и обнаруживает, что его офис отдали новому руководителю CSI Д. Б. Расселу (премьера 12 сезона).
В финале 12 сезона в серии «Homecoming» Ник объявляет своим коллегам, что он увольняется с работы в CSI, так как он больше не может выдерживать широко распространенную коррупцию в отделе. Затем он выходит из комнаты и, кажется, покидает здание. В премьере 13 сезона «Karma to Burn», после пьяной конфронтации с полицией, Сара Сайлд убеждает его вернуться в команду.
В серии «The End Game» Ник покидает Лас-Вегас, когда его назначают директором криминалистической лаборатории Сан-Диего. Ник рассказывает Саре, что он получил предложение, которое слишком хорошо, чтобы отказаться, но это будет означать уход от друзей, которых он любит в старом добром Городе Грехов. Сара говорит ему, что только она будет ездить так далеко и напоминает ему, что Гил Гриссом сказал бы ему: «Ты должен идти туда, где вы можете принести наибольшую пользу».

### Отношения с коллегами
Ник — приветливый человек, дружелюбный, даже по отношению к Дэвиду Ходжесу. До смерти Уоррика ребята были хорошими друзьями, и после его смерти Ник открывает счет колледжа для сына Уоррика. Ник вступает в сговор с Грегом и Ходжесом, чтобы похитить Генри для празднования его дня рождения. Он поддерживает дружеские отношения с Гилом Грисом. Когда новый следователь, Рэй Лангстон, расследует своё первое дело, Ник действует как его наставник, давая ему советы и помогая в расследовании. Ник немного флиртует с Кэтрин Уиллоуз, его хорошим другом и коллегой, которая становится для него чем-то вроде «старшей сестры». Когда Ник узнает об отставке Кэтрин, и она прощается, Ник кричит и говорит ей, что она всегда будет с ними в CSI.

## Уход
Уход Идса из CSI был анонсирован в ноябре 2014, и Ник покинул сериал в финальном 15 сезоне.